# European Golden League maschile 2021
L'European Golden League 2021 si è svolta dal 28 maggio al 20 giugno 2021: al torneo hanno partecipato undici squadre nazionali europee e la vittoria finale è andata per la seconda volta consecutiva alla Turchia.

## Regolamento

### Formula
La formula ha previsto:
- Fase a gironi, disputata con girone all'italiana, con gare di andata e ritorno: la prima classificata di ogni girone e la squadra del paese organizzatore (nel caso in cui sia stata tra le prime classificate, si è qualificata la migliore seconda classificata) hanno acceduto alla fase finale, mentre la peggiore ultima classificata è retrocessa in European Silver League 2022.
- Fase finale, disputata con semifinali, finale per il terzo posto e finale.

### Criteri di classifica
Se il risultato finale è stato di 3-0 o 3-1 sono stati assegnati 3 punti alla squadra vincente e 0 a quella sconfitta, se il risultato finale è stato di 3-2 sono stati assegnati 2 punti alla squadra vincente e 1 a quella sconfitta.
L'ordine del posizionamento in classifica è stato definito in base a:
- Numero di partite vinte;
- Punti;
- Ratio dei set vinti/persi;
- Ratio dei punti realizzati/subiti;
- Risultati degli scontri diretti.

## Squadre partecipanti
| Squadra     | Qualificazione | Ultima partecipazione       |
| ----------- | -------------- | --------------------------- |
| Belgio      | Wild card      | European Golden League 2019 |
| Bielorussia | Wild card      | European Golden League 2019 |
| Estonia     | Wild card      | European Golden League 2019 |
| Lettonia    | Wild card      | European Golden League 2019 |
| Paesi Bassi | Wild card      | European Golden League 2019 |
| Portogallo  | Wild card      | European Golden League 2018 |
| Rep. Ceca   | Wild card      | European Golden League 2019 |
| Romania     | Wild card      | European League 2015        |
| Slovacchia  | Wild card      | European Golden League 2019 |
| Spagna      | Wild card      | European Golden League 2019 |
| Turchia     | Wild card      | European Golden League 2019 |
| Ucraina     | Wild card      | European Golden League 2019 |

## Torneo

### Fase a gironi
| Girone A | Girone B   | Girone C    |
| -------- | ---------- | ----------- |
| Belgio   | Romania    | Bielorussia |
| Estonia  | Slovacchia | Portogallo  |
| Lettonia | Ucraina    | Rep. Ceca   |
| Spagna   | -          | Turchia     |

#### Girone A

##### Risultati
| 28 maggio 2021 Tartu Ülikooli Spordihoone, Tartu Durata: 1h:16 - Spettatori: 0   | Estonia  | 3 - 0 | Spagna   | 25-23, 25-16, 25-18               |
| 28 maggio 2021 Tartu Ülikooli Spordihoone, Tartu Durata: 1h:32 - Spettatori: 0   | Lettonia | 1 - 3 | Belgio   | 25-19, 16-25, 14-25, 21-25        |
| 29 maggio 2021 Tartu Ülikooli Spordihoone, Tartu Durata: 2h:02 - Spettatori: 0   | Spagna   | 1 - 3 | Belgio   | 23-25, 25-21, 22-25, 33-35        |
| 29 maggio 2021 Tartu Ülikooli Spordihoone, Tartu Durata: 1h:05 - Spettatori: 0   | Estonia  | 3 - 0 | Lettonia | 25-23, 25-13, 25-11               |
| 30 maggio 2021 Tartu Ülikooli Spordihoone, Tartu Durata: 1h:50 - Spettatori: 0   | Spagna   | 3 - 1 | Lettonia | 26-24, 25-23, 19-25, 26-24        |
| 30 maggio 2021 Tartu Ülikooli Spordihoone, Tartu Durata: 2h:06 - Spettatori: 0   | Belgio   | 2 - 3 | Estonia  | 25-20, 25-20, 19-25, 21-25, 16-18 |
| 4 giugno 2021 Liepājas Olimpiskais Centrs, Liepāja Durata: 1h:35 - Spettatori: 0 | Estonia  | 3 - 1 | Spagna   | 22-25, 25-13, 25-18, 25-16        |
| 4 giugno 2021 Liepājas Olimpiskais Centrs, Liepāja Durata: 1h:55 - Spettatori: 0 | Lettonia | 1 - 3 | Belgio   | 28-30, 23-25, 25-19, 16-25        |
| 5 giugno 2021 Liepājas Olimpiskais Centrs, Liepāja Durata: 1h:15 - Spettatori: 0 | Spagna   | 3 - 0 | Lettonia | 25-21, 25-23, 25-19               |
| 5 giugno 2021 Liepājas Olimpiskais Centrs, Liepāja Durata: 2h:10 - Spettatori: 0 | Belgio   | 1 - 3 | Estonia  | 25-20, 26-28, 30-32, 26-28        |
| 6 giugno 2021 Liepājas Olimpiskais Centrs, Liepāja Durata: 1h:26 - Spettatori: 0 | Spagna   | 0 - 3 | Belgio   | 23-25, 17-25, 29-31               |
| 6 giugno 2021 Liepājas Olimpiskais Centrs, Liepāja Durata: 1h:11 - Spettatori: 0 | Estonia  | 3 - 0 | Lettonia | 25-20, 25-17, 25-16               |

##### Classifica
| Pos. | Squadra  | Pt | G | V | P | SV | SP | Ratio | PF  | PS  | Ratio |
| ---- | -------- | -- | - | - | - | -- | -- | ----- | --- | --- | ----- |
| 1.   | Estonia  | 17 | 6 | 6 | 0 | 18 | 4  | 4,500 | 538 | 442 | 1,217 |
| 2.   | Belgio   | 13 | 6 | 4 | 2 | 15 | 9  | 1,666 | 593 | 556 | 1,066 |
| 3.   | Spagna   | 6  | 6 | 2 | 4 | 8  | 13 | 0,615 | 472 | 518 | 0,911 |
| 4.   | Lettonia | 0  | 6 | 9 | 6 | 3  | 18 | 0,166 | 427 | 514 | 0,830 |

      Qualificata alle semifinali.
      Retrocessa in European Silver League.

#### Girone B

##### Risultati
| 1º giugno 2021 Palac sportu Junist', Zaporižžja Durata: 1h:54 - Spettatori: 323  | Ucraina    | 3 - 1 | Romania    | 22-25, 34-32, 25-23, 25-19        |
| 2 giugno 2021 Palac sportu Junist', Zaporižžja Durata: 2h:18 - Spettatori: 105   | Romania    | 2 - 3 | Slovacchia | 29-27, 21-25, 25-22, 24-26, 12-15 |
| 3 giugno 2021 Palac sportu Junist', Zaporižžja Durata: 1h:17 - Spettatori: 2 017 | Slovacchia | 0 - 3 | Ucraina    | 21-25, 8-25, 21-25                |
| 4 giugno 2021 Palac sportu Junist', Zaporižžja Durata: 1h:49 - Spettatori: 1 007 | Romania    | 1 - 3 | Ucraina    | 25-15, 20-25, 18-25, 27-29        |
| 5 giugno 2021 Palac sportu Junist', Zaporižžja Durata: 1h:48 - Spettatori: 210   | Slovacchia | 1 - 3 | Romania    | 25-21, 20-25, 22-25, 19-25        |
| 6 giugno 2021 Palac sportu Junist', Zaporižžja Durata: 1h:54 - Spettatori: 1 015 | Ucraina    | 3 - 1 | Slovacchia | 23-25, 25-23, 25-21, 26-24        |

##### Classifica
| Pos. | Squadra    | Pt | G | V | P | SV | SP | Ratio | PF  | PS  | Ratio |
| ---- | ---------- | -- | - | - | - | -- | -- | ----- | --- | --- | ----- |
| 1.   | Ucraina    | 12 | 4 | 4 | 0 | 12 | 3  | 4,000 | 374 | 332 | 1,126 |
| 2.   | Romania    | 4  | 4 | 1 | 3 | 7  | 10 | 0,700 | 396 | 401 | 0,987 |
| 3.   | Slovacchia | 2  | 4 | 1 | 3 | 5  | 11 | 0,454 | 344 | 381 | 0,902 |

      Qualificata alle semifinali.

#### Girone C

##### Risultati
| 28 maggio 2021 Čyžoŭka-Arena, Minsk Durata: 1h:44 - Spettatori: 80          | Rep. Ceca   | 1 - 3 | Turchia     | 19-25, 25-22, 21-25, 21-25        |
| 29 maggio 2021 Čyžoŭka-Arena, Minsk Durata: 1h:19 - Spettatori: 80          | Portogallo  | 0 - 3 | Turchia     | 19-25, 24-26, 17-25               |
| 29 maggio 2021 Čyžoŭka-Arena, Minsk Durata: 1h:45 - Spettatori: 300         | Bielorussia | 3 - 1 | Rep. Ceca   | 25-21, 18-25, 25-17, 25-23        |
| 30 maggio 2021 Čyžoŭka-Arena, Minsk Durata: 2h:29 - Spettatori: 300         | Rep. Ceca   | 2 - 3 | Portogallo  | 25-20, 25-27, 37-39, 25-22, 12-15 |
| 30 maggio 2021 Čyžoŭka-Arena, Minsk Durata: 1h:15 - Spettatori: 400         | Turchia     | 3 - 0 | Bielorussia | 25-21, 25-20, 25-16               |
| 31 maggio 2021 Čyžoŭka-Arena, Minsk Durata: 1h:56 - Spettatori: 300         | Bielorussia | 3 - 2 | Portogallo  | 25-22, 25-20, 23-25, 16-25, 15-10 |
| 4 giugno 2021 Pavilhão Municipal, Santo Tirso Durata: 1h:24 - Spettatori: 0 | Turchia     | 3 - 0 | Bielorussia | 25-20, 25-23, 25-19               |
| 4 giugno 2021 Pavilhão Municipal, Santo Tirso Durata: 1h:14 - Spettatori: 0 | Rep. Ceca   | 3 - 0 | Portogallo  | 25-20, 25-20, 25-18               |
| 5 giugno 2021 Pavilhão Municipal, Santo Tirso Durata: 1h:45 - Spettatori: 0 | Bielorussia | 1 - 3 | Rep. Ceca   | 20-25, 22-25, 25-23, 17-25        |
| 5 giugno 2021 Pavilhão Municipal, Santo Tirso Durata: 1h:16 - Spettatori: 0 | Portogallo  | 0 - 3 | Turchia     | 28-30, 16-25, 16-25               |
| 6 giugno 2021 Pavilhão Municipal, Santo Tirso Durata: 1h:38 - Spettatori: 0 | Rep. Ceca   | 1 - 3 | Turchia     | 18-25, 14-25, 25-19, 20-25        |
| 6 giugno 2021 Pavilhão Municipal, Santo Tirso Durata: 2h:07 - Spettatori: 0 | Bielorussia | 3 - 2 | Portogallo  | 17-25, 22-25, 25-20, 25-20, 20-18 |

##### Classifica
| Pos. | Squadra     | Pt | G | V | P | SV | SP | Ratio | PF  | PS  | Ratio |
| ---- | ----------- | -- | - | - | - | -- | -- | ----- | --- | --- | ----- |
| 1.   | Turchia     | 18 | 6 | 6 | 0 | 18 | 2  | 9,000 | 497 | 402 | 1,236 |
| 2.   | Bielorussia | 7  | 6 | 3 | 3 | 10 | 14 | 0,714 | 509 | 544 | 0,935 |
| 3.   | Rep. Ceca   | 7  | 6 | 2 | 4 | 11 | 13 | 0,846 | 546 | 549 | 0,994 |
| 4.   | Portogallo  | 4  | 6 | 1 | 5 | 7  | 17 | 0,411 | 511 | 568 | 0,899 |

      Qualificata alle semifinali.

### Fase finale
|  | Semifinali | Semifinali | Semifinali |                 |    | Finale  | Finale  | Finale |
|  |            |            |            |                 |    |         |         |        |
|  | 1A         | Estonia    | 2          |                 |    |         |         |        |
|  | 1A         | Estonia    | 2          |                 |    |         |         |        |
|  | 1C         | Turchia    | 3          |                 |    |         |         |        |
|  | 1C         | Turchia    | 3          |                 | 1C | Turchia | 3       |        |
|  |            |            |            |                 | 1C | Turchia | 3       |        |
|  |            |            |            |                 |    | 1B      | Ucraina | 1      |
|  | 1B         | Ucraina    | 3          |                 |    | 1B      | Ucraina | 1      |
|  | 1B         | Ucraina    | 3          |                 |    |         |         |        |
|  | 2A         | Belgio     | 0          |                 |    |         |         |        |
|  | 2A         | Belgio     | 0          | Finale 3° posto |    |         |         |        |
|  |            |            |            |                 |    |         |         |        |
|  |            |            |            |                 |    | 1A      | Estonia | 3      |
|  |            |            |            |                 |    | 1A      | Estonia | 3      |
|  |            |            |            |                 |    | 2A      | Belgio  | 0      |

#### Semifinali
| 19 giugno 2021 Sportcampus Lange Munte, Courtrai Durata: 2h:19 - Spettatori: 80  | Estonia | 2 - 3 | Turchia | 25-20, 25-13, 22-25, 23-25, 13-15 |
| 19 giugno 2021 Sportcampus Lange Munte, Courtrai Durata: 1h:37 - Spettatori: 200 | Ucraina | 3 - 0 | Belgio  | 25-15, 25-19, 25-22               |

#### Finale 3º posto
| 20 giugno 2021 Sportcampus Lange Munte, Courtrai Durata: 1h:24 - Spettatori: 200 | Estonia | 3 - 0 | Belgio | 25-22, 25-19, 25-19 |

#### Finale
| 20 giugno 2021 Sportcampus Lange Munte, Courtrai Durata: 1h:54 - Spettatori: 100 | Turchia | 3 - 1 | Ucraina | 25-11, 25-20, 18-25, 25-21 |

## Classifica finale
| Pos | Squadra     | Rosa |
| --- | ----------- | --- |
|     | Turchia     | Formazione: 1 Mandıracı, 5 Güngör, 7 Bülbül, 9 M. Lagumdžija, 10 Yenipazar, 11 Gülmezoğlu, 12 A. Lagumdžija, 13 Karasu, 17 Gürbüz, 18 Cengiz, 19 Bostan, 21 Hatipoğlu, 24 Tümer, 30 Ergül, CT: Özbey                      |
|     | Ucraina     | Formazione: 3 Vijec'kyj, 5 Plotnyc'kyj, 6 Drozd, 8 Polujan, 9 Ostapenko, 10 Semenjuk, 11 Didenko, 12 Fomin, 13 Tupčij, 14 Koval'ov, 15 Ščytkov, 16 Holoven', 18 Jereščenko, 19 Kanajev, CT: Krastiņš                      |
|     | Estonia     | Formazione: 1 Treial, 2 Vanker, 3 Allik, 4 Kreek, 7 Teppan, 8 Tammearu, 10 Maar, 11 Venno, 12 Kollo, 13 Vahter, 16 Viiber, 17 Tammemaa, 18 Saaremaa, 19 Aganits, 21 Kaibald, 24 Hurt, CT: Énard                           |
| 4   | Belgio      | Formazione: 2 Tuerlinckx, 3 Deroo, 4 D'Hulst, 7 Van Elsen, 8 van de Velde, 9 D'Heer, 10 Cox, 12 Rotty, 14 Ribbens, 15 Deroey, 17 Rousseaux, 18 Colson, 20 Desmet, 21 Kindt, 22 McCluskey, 23 Reggers, 24 Brems, CT: Muñoz |
| 5   | Bielorussia | Formazione: 3 Lazuka, 6 Babkevich, 8 Masko, 10 Drapchynski, 13 Burau, 14 Pranko, 15 Tsiushkevich, 18 Shkredau, 19 Panasenko, 20 Budziukhin, 21 Kurash, 24 Bahatka, 27 Marozau, 29 Davyskiba, CT: Bekša                    |
| 5   | Romania     | Formazione: 2 Călin, 3 Diaconescu, 4 Dumitru, 6 Mărieș, 8 Mocanu, 9 Aciobăniței, 15 Suson, 16 Bălean, 18 Magdaș, 20 Mihălescu, 21 Bartha, 22 Chitigoi, 23 Peța, 24 Constantin, CT: Stancu                                 |
| 7   | Rep. Ceca   | Formazione: 1 Moník, 2 Hadrava, 3 Pfeffer, 6 Finger, 7 Michalek, 9 Patočka, 10 P. Bartoš, 13 Galabov, 14 A. Bartoš, 15 Vašina, 18 Janouch, 19 Bartůněk, 20 Spulak, 22 Sedláček, 23 Indra, 25 Polák, CT: Novák             |
| 7   | Slovacchia  | Formazione: 3 Lamanec, 4 Jendrejcak, 6 Palgut, 7 Zeman, 9 Pokopec, 11 Turis, 13 Ihnát, 16 Kováč, 19 Gavenda, 20 Petráš, 21 Kyjanica, 22 Firkaľ, 23 Vitko, 24 Goč, CT: Kardoš                                              |
| 7   | Spagna      | Formazione: 2 Villalba, 3 Rodríguez, 5 Lorente, 6 B. Ruiz, 7 Ramón, 9 Vigil, 10 D. Ruiz, 11 Larrañaga, 12 Osorio, 14 Fornés, 15 Iribarne, 20 Gimeno, 23 Colito, 24 López, 27 Trinidad, CT: Maldonado                      |
| 10  | Portogallo  | Formazione: 1 S. Alves, 2 G. Pereira, 4 Cvetičanin, 5 Marques, 6 A. Ferreira, 7 Casas, 8 Violas, 9 M. Ferreira, 10 P. Martins, 12 L. Martins, 13 Teixeira, 14 D. Alves, 15 Tavares, 16 T. Pereira, 17 Fidalgo, CT: Silva  |
| 10  | Lettonia    | Formazione: 1 Ivanovs, 2 J. Jansons, 4 Svans, 5 Medenis, 7 Sauss, 8 Šmits, 12 Buivids, 13 Skrūders, 14 Freimanis, 16 Platacs, 17 Ozoliņš, 19 Dardzāns, 21 Blumbergs, 22 R. Jansons, CT: Keel                              |

|  | Retrocessa in European Silver League 2022 |

## Statistiche
| Rendimento individuale | Rendimento individuale | Rendimento individuale | Rendimento individuale |
| Pos.                   | Nome                   | Punti                  | Squadra                |
| ---------------------- | ---------------------- | ---------------------- | ---------------------- |
| 1                      | Adis Lagumdžija        | 175                    | Turchia                |
| 2                      | Oliver Venno           | 120                    | Estonia                |
| 3                      | Jolan Cox              | 107                    | Belgio                 |
| 4                      | Tomas Rousseaux        | 99                     | Belgio                 |
| 5                      | Dmytro Vijec'kyj       | 98                     | Ucraina                |
| 6                      | Uladzislaŭ Davyskiba   | 94                     | Bielorussia            |
| 7                      | Lukáš Vašina           | 90                     | Rep. Ceca              |
| 8                      | Marco Ferreira         | 87                     | Portogallo             |
| 9                      | Yiğit Gülmezoğlu       | 84                     | Turchia                |
| 10                     | Augusto Colito         | 81                     | Spagna                 |

| Attacchi vincenti | Attacchi vincenti    | Attacchi vincenti | Attacchi vincenti |
| Pos.              | Nome                 | Punti             | Squadra           |
| ----------------- | -------------------- | ----------------- | ----------------- |
| 1                 | Adis Lagumdžija      | 136               | Turchia           |
| 2                 | Oliver Venno         | 106               | Estonia           |
| 3                 | Jolan Cox            | 97                | Belgio            |
| 4                 | Tomas Rousseaux      | 85                | Belgio            |
| 5                 | Marco Ferreira       | 83                | Portogallo        |
| 6                 | Dmytro Vijec'kyj     | 81                | Ucraina           |
| 7                 | Uladzislaŭ Davyskiba | 77                | Bielorussia       |
| 8                 | Lukáš Vašina         | 72                | Rep. Ceca         |
| 9                 | Augusto Colito       | 67                | Spagna            |
| 10                | Rareș Bălean         | 64                | Romania           |

| Muri vincenti | Muri vincenti     | Muri vincenti | Muri vincenti |
| Pos.          | Nome              | Punti         | Squadra       |
| ------------- | ----------------- | ------------- | ------------- |
| 1             | Bedirhan Bülbül   | 22            | Turchia       |
| 2             | Arno van de Velde | 17            | Belgio        |
| 2             | Oğuzhan Karasu    | 17            | Turchia       |
| 4             | Maksym Drozd      | 16            | Ucraina       |
| 4             | Adis Lagumdžija   | 16            | Turchia       |
| 6             | Yiğit Gülmezoğlu  | 14            | Turchia       |
| 7             | Ardo Kreek        | 13            | Estonia       |
| 7             | Filip Cvetičanin  | 13            | Portogallo    |
| 9             | Alejandro Vigil   | 12            | Spagna        |
| 9             | Vadzim Pranko     | 12            | Bielorussia   |
| 9             | Martijn Colson    | 12            | Belgio        |

| Battute vincenti | Battute vincenti | Battute vincenti | Battute vincenti |
| Pos.             | Nome             | Punti            | Squadra          |
| ---------------- | ---------------- | ---------------- | ---------------- |
| 1                | Oleh Plotnyc'kyj | 23               | Ucraina          |
| 1                | Adis Lagumdžija  | 23               | Turchia          |
| 3                | Burak Güngör     | 13               | Turchia          |
| 4                | Oliver Venno     | 10               | Estonia          |
| 5                | Toms Svans       | 9                | Lettonia         |
| 5                | Mathijs Desmet   | 9                | Belgio           |
| 5                | Jan Galabov      | 9                | Rep. Ceca        |
| 5                | Augusto Colito   | 9                | Spagna           |
| 5                | Yiğit Gülmezoğlu | 9                | Turchia          |
| 10               | Renee Teppan     | 8                | Estonia          |
| 10               | Rareș Bălean     | 8                | Romania          |
| 10               | Märt Tammearu    | 8                | Estonia          |
| 10               | Lukáš Vašina     | 8                | Rep. Ceca        |